# Противодиарейные средства

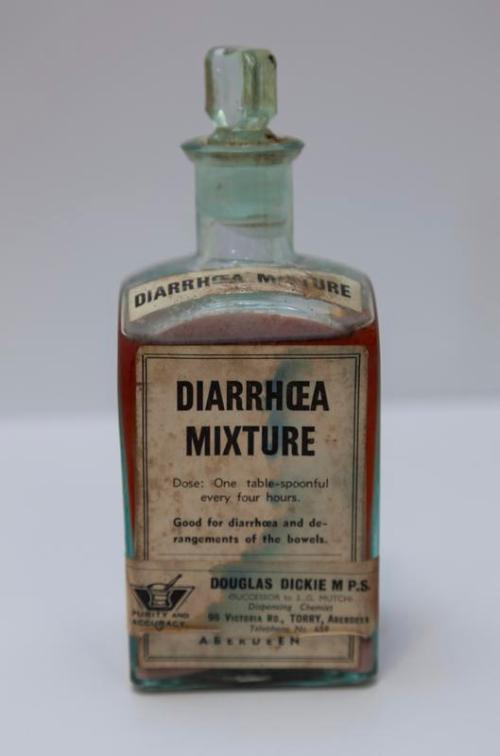
Противодиарейная микстура начала XX века

Антидиарейные средства — лекарственные препараты, применяемые для симптоматического лечения диареи, которая является симптомом многочисленных заболеваний и интоксикаций, уменьшая перистальтику кишечника и повышая тонус сфинктеров.

## Классификация препаратов
1. Эубиотики («Лактобактерин», «Бифидумбактерин», «Колибактерин»).
2. Синтетические препараты (Лоперамид).
3. Растительные препараты, содержащие дубильные вещества (Плоды черёмухи).
4. Препараты, замедляющие моторику кишечника (Платифилин, Атропин).
5. Адсорбирующие вещества (Уголь активированный, Энтеросгель[1]).

## Характеристики препаратов
1. Эубиотики представляют собой живые высушенные бактерии, которые регулируют равновесие микрофлоры кишечника и способствуют восстановлению функций желудочно-кишечного тракта.
Показания: острые кишечные инфекции, хронические воспалительные процессы в кишечнике, во время приёма антибактериальных средств, а также рекомендуется приём данных лекарственных средств недоношенным детям.
| Формы выпуска                         | Способы применения                                                                           |
| Комбинированные таблетки              | По 1-2 таблетке 2 раза в день (в профилактических целях), 3 раза в день (в лечебных целях)   |
| В картонной пачке 10 или 30 пакетиков | По 1 пакетику 1-2 раза в день (в профилактических целях), 3-4 раза в день (в лечебных целях) |

Рецептурные прописи
1. Rp: Tab. «Lactobacterinum» № 20
D.S. Внутрь по 1 таблетке 2 раза в день.
2. Rp: «Bifidumbacterinum» № 30
D.S. Внутрь по 1 пакетику 3 раза в день.
2. Лоперамид способен связываться с опиатными рецепторами стенки кишечника и тормозить высвобождение таких медиаторов, как ацетилхолина и простагландинов, в результате понижая моторику кишечника. Показан к применению для лечения острой и хронической диареи, возникшей в результате изменения режима питания и качественного состава пищи, нарушением метаболизма и всасывания, а также иного происхождения, в том числе при инфекционных заболеваниях. Препарат не проходит гематоэнцефалический барьер, поэтому не влияет на способность к управлению автомобилем и другими механизмами. Побочные эффекты возникают только при длительном применении препарата: головные боли, сухость во рту, аллергические реакции.
| Формы выпуска                            | Способы применения                      |
| Таблетки (капсулы) по 0,002 гр           | По 1 таблетке (капсуле) до 6 раз в день |
| Флаконы с 0,2 % раствором по 10,15,20 мл | По 1 мерной ложке 3-4 раза в день       |

Рецептурные прописи
1. Rp: Tab. Loperamidi 0,002 № 10
D.S. Внутрь по 1 таблетке при диарее (не более 6 таблеток в день).
2. Rp: Loperamidi 0,002
D.t.d. № 10 in caps.
S. Внутрь по 1 капсуле после каждого эпизода диареи (не более 6 капсул в день).
3. Rp: Sol. Loperamidi 0,2 % — 20 ml
D.S. Внутрь по 1 мерной ложке 3 раза в день.